# Crohot
Sur le littoral sud-aquitain et notamment dans la pointe du Médoc un crohot désigne une dépression entre les dunes, ou au sommet d'une dune.
Le relief est voisin de celui de la lette (ou lète, ou lède). Il correspond souvent à un ancien petit étang ou marais, plus ou moins asséché lors du boisement des cordons dunaires littoraux.

## Étymologie
Le mot gascon crot signifie « trou ». Il désigne par exemple le trou que l'on creuse dans le sable au pied du pin pour recueillir la résine qui s'écoule de l'entaille faite pour le gemmage.

## Exemples

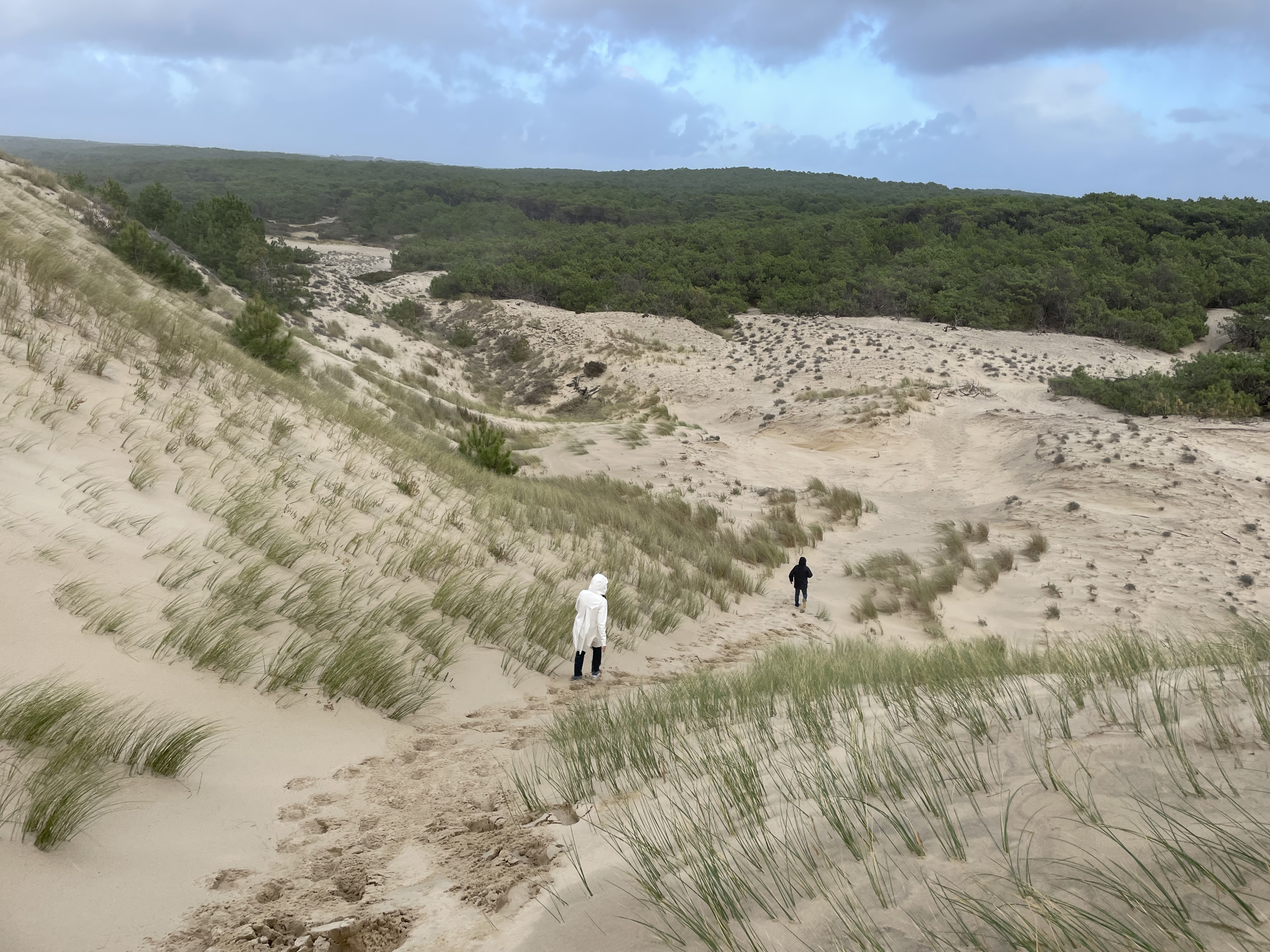
Crohot, vu du haut du cordon dunaire (Lacanau-Océan, 2023).

La plage du Grand-Crohot est la plus septentrionale des plages océanes gardées de la commune de Lège-Cap Ferret.